# Parapagurus macrocerus
Parapagurus macrocerus är en kräftdjursart som beskrevs av Forest 1955. Parapagurus macrocerus ingår i släktet Parapagurus och familjen Parapaguridae. Inga underarter finns listade i Catalogue of Life.